# Pyrocephalus nanus
Chim đớp ruồi Darwin hay chim đớp ruồi đỏ son nhỏ (Pyrocephalus nanus) là một loài chim đớp ruồi, có họ hàng gần gũi với chim đớp ruồi đỏ son. Đây là loài đặc hữu của quần đảo Galápagox. Đơn vị phân loại này được John Gould mô tả đầy đủ là Pyrocephalus dubius vào năm 1838.

## Phân loại
Chim đớp ruồi Darwin được John Gould mô tả với danh pháp đầy đủ là Pyrocephalus nanus vào năm 1839. Nó được công nhận là một loài bởi một số cơ quan phân loại, bao gồm cả Liên minh các nhà điểu học quốc tế. Những người khác - bao gồm cả các nhà phân loại học đằng sau danh sách kiểm tra Howard và Moore và danh sách kiểm tra Clements - vẫn coi nó là một phân loài của chim đớp ruồi đỏ son.
Một nghiên cứu năm 2016 về loài chim đớp ruồi đỏ son đã nâng một số phân loài lên cấp bậc loài, bao gồm cả loài chim đớp ruồi Darwin và loài chim đớp ruồi San Cristóbal hiện đã tuyệt chủng.